# کانن فالز (مینه‌سوتا)
کانن فلز، مینه‌سوتا (به انگلیسی: Cannon Falls, Minnesota) یک شهر در ایالات متحده آمریکا است که در مینه‌سوتا واقع شده‌است.

## خصوصیات
کانن فلز ۱۱٫۵۳ کیلومترمربع مساحت و ۴٬۰۸۳ نفر جمعیت دارد و ۲۵۶ متر بالاتر از سطح دریا واقع شده‌است.